# Боулинг клуб Црвена звезда
Боулинг клуб Црвена звезда је некадашњи боулинг клуб из Београда. Клуб је био део Спортског друштва Црвена звезда.

## Историја
Клуб је формиран 2007. године и током свог седмогодишњег постојања је пет пута учествовао у Првој боулинг лиги Србије, последњи пут у сезони 2013/14. Боулинг клуб Црвена звезда се може похвалити једним рекордом. Некадашњи члан клуба и легенда овог спорта у Србији, Миладин Дабетић је у сезони 2009/10 у дуелу са екипом Боулинг стонса остварио идеалан, максималан резултат од 300 пина и на тај начин постао први такмичар у Србији који је успео да оствари сан сваког боулера.